# Акатьево (Алтайский край)
Акатьево — село в Солтонском районе Алтайского края России. Входит в состав Нижнененинского сельсовета.

## География
Расположен на востоке края, на реке Неня. Рельеф увалисто-холмистое плато Салаирского кряжа.
Климат
континентальный. Средняя температура января −17,2 °C, июля +18,6 °C. Годовое количество атмосферных осадков — 580 мм.

## История
Основано в 1880 г.
В 1928 году деревня Акатьева в административном отношении входило в состав Карагонского сельсовета Солтонского района Бийского округа Сибирского края.

## Население
| 1926 | 1997 | 1998 | 1999 | 2000 | 2001 | 2002 | 2003 | 2004 |
| ---- | ---- | ---- | ---- | ---- | ---- | ---- | ---- | ---- |
| 472  | ↘152 | ↘150 | ↗154 | ↘143 | ↘141 | ↘134 | ↘130 | ↘129 |
| 2005 | 2006 | 2007 | 2008 | 2009 | 2010 | 2011 | 2012 | 2013 |
| ↘124 | ↘111 | ↗113 | ↘112 | ↘105 | ↘68  | ↘64  | ↘62  | ↘60  |

Национальный состав
В 1928 году основное население — русские.
Согласно результатам переписи 2002 года, в национальной структуре населения русские составляли 97 %.

## Инфраструктура
Приусадебное хозяйство. В 1928 году состояло из 87 хозяйств.

## Транспорт
Выезд на автодорогу общего пользования регионального значения 01К-92 Карабинка — Солтон — Макарьевка (автодорога 01К-92).